# 石北本線
石北本線（日语：／ Sekihoku honsen */?）是一條由北海道旭川市的新旭川站起，途經北見市的北見站連結網走市的網走站，屬於北海道旅客鐵道（JR北海道）的鐵路線（地方交通線）。

## 概要
石北本線，顧名思義，即連結北海道石狩地區與北見地區的路線。1932年打通北見峠後，石北本線成為石狩與北見兩地區的最短路線。
石北本線的常紋隧道1914年開通，其長度僅507m，但工期卻高達3年，較同時間的大阪電氣鐵道（現在的近畿日本鐵道）奈良線的生駒隧道長度3388m，工期33個月相比，工程的難度可想而知。1968年發生十勝沖地震，造成隧道損壞，於1970年修復時，工人發現隧道壁內埋有人骨，經過調查後證實為修築隧道的罹難者（即打生樁，為某種目的而犧牲的人），但是常紋隧道的靈異之說已不脛而走。

## 路線資料
- 管轄（事業類別）、路段（營業距離）
  - 北海道旅客鐵道（第一種鐵道事業者）
    - 新旭川站－網走站 234.0公里[3]
      - 全線由北海道旅客鐵道旭川支社（日语：北海道旅客鉄道旭川支社）管轄。

  - 日本貨物鐵道（第二種鐵道事業者）
    - 新旭川站－北見站（181.0公里）[4]
- 站數：36個（包括起終點站）
  - 若只限屬於石北本線的車站，排除起點的新旭川站（屬於宗谷本線[5]）則為35個。另外，終點的網走站屬於石北本線[5]。
  - 一般站：2個
  - 旅客站：30個
  - 貨物站：0個
- 信號場：5個（中越、上越、奧白瀧、下白瀧、金華）
- 軌距：1,067毫米（窄軌）[3][6]
- 複線路段：沒有（全線單線）[3]
- 電氣化路段：沒有（全線非電氣化（日语：非電化））[6]
- 閉塞方式：自動閉塞式（特殊）
- 保安裝置（日语：自動列車保安装置）：ATS-SN
- 可交會的車站參見車站列表。
- 最高速度：95公里/小時（全線）

## 歷史
石北本線，顧名思義，即連結北海道石狩地區與北見地區的路線。連結兩地的鐵路線曾有三條，第一條路線為「湧別線」(後來的名寄本線、湧網線)，由宗谷本線的名寄經過興部、遠輕到達北見、網走。第二條是由十勝地區的池田到達北見、網走的「網走本線」（後來的池北線、北海道池北高原鐵道）。第三條由旭川，越過北見峠，也就是現在的石北本線。
最初札幌與北見之間的列車使用札幌 - 旭川 - 富良野 - 池田 - 北見的路線，之後1913年根室本線瀧川 - 富良野開通運行距離縮短。而在1932年打通北見峠後，石北本線成為石狩與北見兩地區的最短路線。
石北本線首段新旭川 - 愛別間於1922年開始營業，1927年遠輕 - 白瀧間開始營業稱為石北東線，新旭川 - 愛別則改稱為石北西線。1932年打通北見峠後兩線合併為石北線，並將1912年開通的遠輕 - 野付牛（北見）的湧別線納入。1961年又將網走本線的北見站至網走站之間納入，形成目前石北本線的規模。

### 年表

#### 新旭川 - 中越間
- 1922年（大正11年）11月4日 - 石北線新旭川 - 愛別間開始營業、同區間新設新旭川、東旭川、櫻岡、當麻、愛別等車站。
- 1923年（大正12年）11月15日 - 延伸段愛別 - 上川間開始營業，同區間新設中愛別、安足間、上川等車站。
- 1927年（昭和2年）10月10日 - 新旭川 - 上川間改稱為石北西線。
- 1929年（昭和4年）11月20日 - 延伸段上川 - 中越間開始營業，同區間新設天幕、中越等車站。

#### 中越 - 遠輕間
- 1927年（昭和2年）
  - 8月12日 - 延伸段丸瀬布 - 白瀧間開始營業，同區間新設下白瀧、白瀧等車站。
  - 10月10日 - 石北東線遠輕 - 丸瀬布間開始營業，同區間新設瀬戶瀬、丸瀬布等車站。
- 1932年（昭和7年）10月1日 - 延伸段中越 - 白瀧間開始營業，同區間新設上越、奥白瀧、上白瀧等車站，並納入湧別線遠輕 - 野付牛段，新旭川 - 野付牛間改稱為石北線。

#### 遠輕 - 野付牛（北見）間
- 1912年（大正元年）11月18日 - 湧別輕便線野付牛 - 留邊蘂間開始營業，同區間新設相之內（現東相內）、上相之內（現相內）、留邊蘂等車站。
- 1914年（大正3年）10月5日 - 野付牛 - 留邊蘂間改稱為留邊蘂輕便線。湧別輕便線（軌距762mm）留邊蘂 - 下生田原（現安國）間開始營業，同區間新設奔無加（現金華）、上生田原（現生田原）、下生田原和常紋號誌所。
- 1915年（大正4年）11月1日 - 湧別輕便線延伸段下生田原 - 遠輕（ - 社名淵）間開始營業，同區間新設遠輕等車站。
- 1916年（大正5年）11月7日 - 留邊蘂 - 遠輕間改軌為1067mm、野付牛 - 遠輕 - 下湧別統合為湧別輕便線。
- 1922年（大正11年）
  - 4月1日 - 常紋號誌所改為號誌站。
  - 9月2日 - 廢止輕便鐵道法，改稱為湧別線。
- 10月1日 - 遠輕 - 野付牛區間編入石北線。

#### 野付牛（北見） - 網走間
- 1911年（明治44年）
  - 9月25日 - 網走線淕別（現陸別） - 野付牛間開始營業，同區間新設野付牛等車站。
  - 10月5日 - 網走線延伸段野付牛 - 網走間開始營業，池田 - 網走間全通，同區間新設端野、緋牛內、美幌、女滿別、呼人、網走等車站。
  - 11月18日 - 池田 - 野付牛 - 網走間改稱為網走本線。
- 1932年（昭和7年）12月1日 - 網走站改稱為（貨）濱網走站，新設網走（2代）站，網走 - 濱網走 (0.8km) 改稱為網走本線（貨物支線）。

#### 全通後
- 1934年（昭和9年）2月5日 - 上相之內改稱為相之內、相之內改稱為東相之內。
- 1942年（昭和17年）10月1日 - 野付牛改稱為北見。
- 1946年（昭和21年）
  - 3月1日 - 下生田原改稱為安國，上生田原改稱為生田原。
  - 12月1日 - 新設野上、生野臨時站。
- 1947年（昭和22年）2月11日 - 新設舊白瀧、旭野臨時站。
- 1948年（昭和23年）11月1日 - 新設鳥之澤臨時站。
- 1950年（昭和25年）
  - 1月15日 - 旭野臨時站改稱為西女滿別站。
  - 11月1日 - 新設下相之內臨時站。
- 1951年（昭和26年）7月20日 - 奔無加改稱為金華。
- 1956年（昭和31年）11月1日 - 新設伊奈牛臨時站。
- 1957年（昭和32年）12月1日 - 新設柏陽臨時站。
- 1960年（昭和35年）5月2日 - 新設北日之出、將軍山、愛山、東雲臨時站。
- 1961年（昭和36年）4月1日 - 線路統合，原網走本線北見 - 網走間及網走 - 濱網走間（貨物支線）統合為石北本線，區間包含新旭川 - 網走 (234.0km)、貨物支線 (0.8km) 。
- 1967年（昭和42年）
  - 10月1日 - 廢止下相之內臨時站。
  - 11月15日 - 新設野上臨時站。
- 1969年（昭和44年）11月1日 - 網走 - 濱網走間（貨物支線）里程變更（0.8km→1.3km）。
- 1971年（昭和46年）7月1日 - 廢止鳥之澤臨時站。
- 1975年（昭和50年）12月25日 - 上越站降為號誌站。
- 1980年（昭和55年）10月1日 - 東旭川 - 北旭川間貨物支線 (6.2km) 開始營業。
- 1983年（昭和58年）1月10日 - 櫻岡、伊香牛、中愛別、天幕、中越、奥白瀧、上白瀧、下白瀧、瀬戶瀬、安國、金華、緋牛內、西女滿別、呼人站降為無人站。
- 1984年（昭和59年）
  - 2月1日 - 廢止網走 - 濱網走間的貨物支線 (-1.3km)。
  - 11月10日 - 東旭川、當麻、愛別、安足間、白瀧、丸瀬布、生田原、相之內、東相之內内、端野、女滿別降為無人站。
- 1986年（昭和61年）11月1日 - 停止東旭川 - 北旭川間的貨物支線 (-6.2km)，新設南永山・西北見・愛野臨時站，上川 - 白瀧間普通列車減為1個往復班次，白瀧 - 遠輕間收班時間提早2個小時。
- 1987年4月1日：廢止北見 - 美幌間貨物營業，廢止東旭川 - 北旭川間的貨物支線 (-6.2km)，國鐵分割民營化由北海道旅客鐵道（第1種）、日本貨物鐵道（第2種：新旭川 - 北見、美幌 - 網走）管轄，南永山、西北見、愛野、北日之出、將軍山、愛山・舊白瀧、東雲、伊奈牛、新榮野、生野、柏陽臨時站升級為一般站
- 1990年9月1日：伊奈牛站廢站。
- 1992年3月14日：全線普通列車實施單人運轉。
- 1997年4月1日：相之内改稱為相内、東相之内改稱為東相内。
- 2000年4月1日：新設西留邊蘂站。
- 2001年7月1日：天幕站廢站，中越・奥白瀧站降級為號誌站。
- 2002年4月1日：日本貨物鐵道美幌 - 網走間廢止第二種鐵道事業 (-27.9km)。
- 2003年3月1日：旭川 - 上川間收班時間提早5分。
- 2006年3月18日：新榮野站廢站。
- 2007年：

- 3月1日：緋牛内 - 美幌間發生拖車闖越平交道造成普通列車出軌，有51人受傷。
- 10月1日：全區間實施車站編號制度。

- 2015年：

- 8月1日：由於大雨影響，下白瀧 - 丸瀨布之間有泥沙湧入，上川 - 遠輕之間暫時停止運作。
- 8月8日：上川 - 遠輕之間恢復營運。

- 2016年：

- 3月26日：上白瀧站、舊白瀧站廢站；下白瀧站及金華站降級為號誌站。
- 8月23日：由於受到颱風蒲公英的降雨影響，多個車站有泥沙湧入及道床等損毀。北旭川 - 北見之間暫時停止運作。
- 8月25日：旭川 - 上川之間恢復營運。
- 9月1日：上川 - 遠輕之間開始臨時巴士的服務。
- 10月1日：上川 - 白瀧之間恢復營運。

- 2017年3月4日：常紋號誌站被廢除。
- 2021年3月13日：北日之出、將軍山、東雲及生野站廢站。
- 2024年3月16日：愛山站廢站。

## 運轉情形

### 區域運輸
大體上分為「旭川 - 上川」、「上川、白瀧 - 遠輕」、「遠輕、留邊蘂 - 北見 - 網走」三個主要系統。包含特別快速「北見」（きたみ），全部列車均實施單人運轉。

#### 旭川 - 上川間
雖然路線畫分上起點為新旭川車站，但實際上列車均以旭川車站為起車點行駛。由於旭川的近郊區間範圍最遠可達上川，列車的班次上設定為1天8個往復班次，除了中午以外每1 - 2個小時發出一班。亦有部分列車行駛區間為旭川 - 東旭川、當麻、伊香牛等。

#### 上川 - 白瀧 - 遠輕間
上川 - 白瀧間除了特急「鄂霍次克」（オホーツク）、「大雪」與特別快速「北見」之外，普通列車1天僅1個往復班次。基於此區間內人口數稀少，國鐵分割民營化後有3座車站（中越、上越、奧白瀧）被降為號誌站，另有2座車站（天幕、上白瀧）被關閉此外，過去上白瀧車站尚未關閉前，上行4626D次普通列車由該站到達次站上川站需耗費1小時8分，曾創造出日本兩站單一區間行駛最久的列車，但相關的班次現已取消。白瀧 - 遠輕間的普通列車（包括特別快速「北見」）共有4個往復班次。然而，當中下白瀧車站卻因使用人數過低而被降為號誌站，舊白瀧車站更因此而關閉。

#### 遠輕 - 北見 - 網走間
遠輕 - 北見、網走間的普通列車有4個往復班次，而遠輕 - 生田原間有開行區間列車。另外本區間運轉密度最低為生田原 - 西留邊蘂間，包含「北見」在內的普通列車1天僅5個往復班次。
金華以東則以北見、網走為中心，由西留邊蘂、留邊蘂、東相内為起車點，經由北見開往網走的列車班次較多。留邊蘂 - 網走的區間除了中午以外，每1至2小時發出一班。有部分列車直通釧網本線的知床斜里車站、綠車站。值得一提的是，特別快速「北見」在北見車站的停靠時刻恰可接駁來往於釧網本線的旅客。
- 1990年 - 1995年間，網走站 - 北見站 - 遠輕站有開行過每天1個往復班次的快速列車「網走」（あばしり）。
  - 停車站：網走站 - 女滿別站 - 美幌站 - 端野站 - 北見站 - （中間各站停車） - 遠輕站

### 廣域運輸

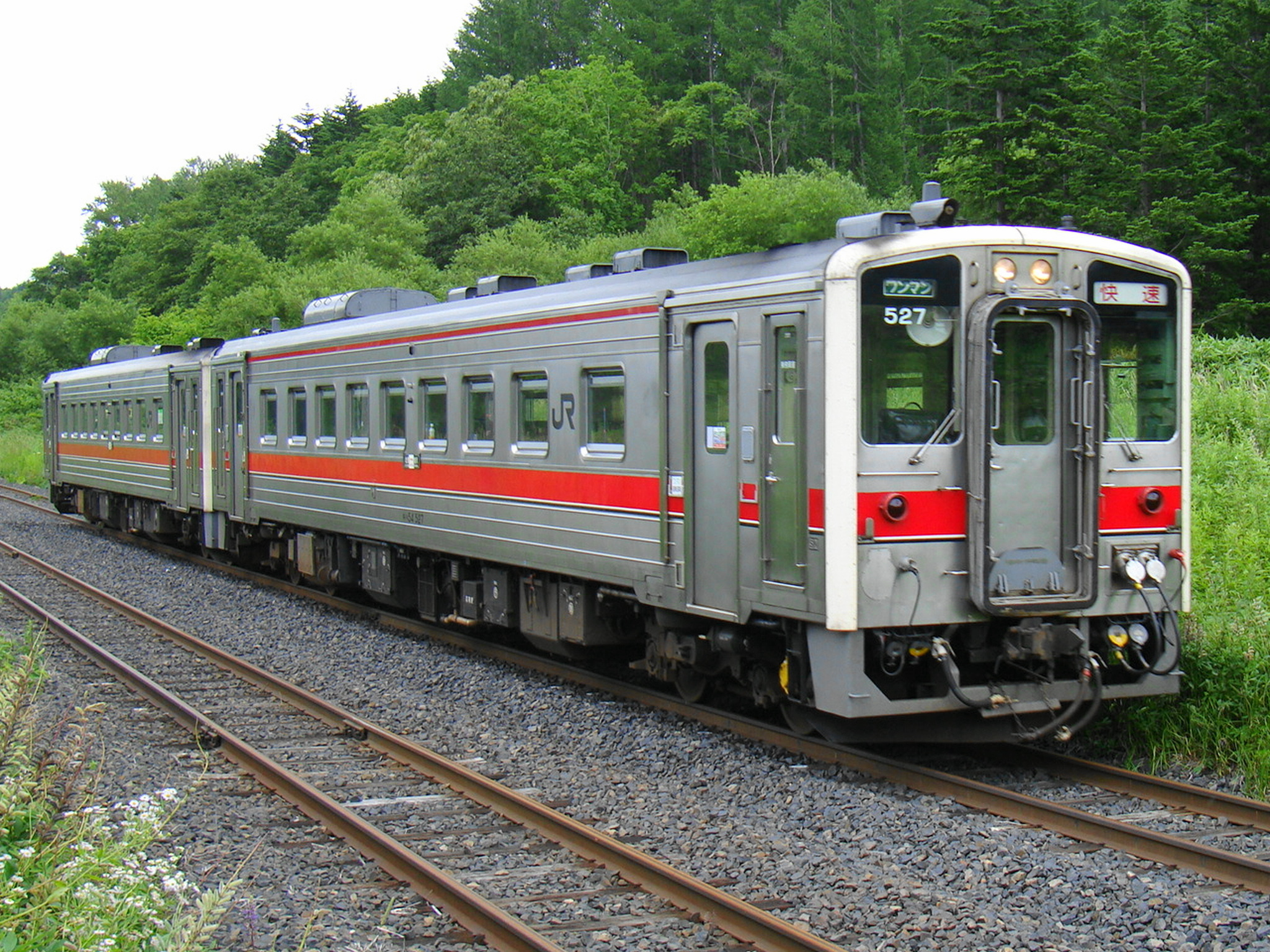
奧白瀧號誌站內的Kiha54特快「北見」

石北本線有札幌 - 網走間特急「鄂霍次克」2個往復班次，以及旭川 - 網走間特急「大雪」2個往復班次，2021年3月13日因2019冠状病毒病疫情影響乘客減少，「大雪」不再每日開行，部份月份的週二至週四停駛。在觀光季節另外有開行以休閒為類型的臨時特急。旭川 - 北見間尚有特別快速「北見」1個往復班次行駛。

## 使用車輛
所有列車均為柴聯車。

### 特急列車
- KiHa 283系：特急「鄂霍次克」、「大雪」使用。[8]
- KiHa 261系：特急「鄂霍次克」、「大雪」使用。[9]

### 普通列車、快速列車
- KiHa 40系：普通列車
- KiHa 54型：普通列車、特別快速「北見」
- KiHa 150型：普通列車、特別快速「北見」
- H100型：普通列車

### 曾經使用車輛

#### 蒸気機車
- 9600型：貨客兩用
- D51型：貨客兩用
- C58型（日语：国鉄C58形蒸気機関車）：北見 - 網走間旅客用

#### 柴油機車
- DD51型：貨客兩用
- DE10型：常紋峠用補機

#### 柴油動車組
- KiHa80系（日语：国鉄キハ80系気動車）：特急「鄂霍次克」、「大雪」使用。
- KiHa27型・KiHa56型（日语：国鉄キハ56系気動車）：急行・準急列車使用。
- KiHa22型（日语：国鉄キハ20系気動車）：急行・準急・普通列車使用。

#### 客車
- 14系：急行「大雪」・特急「鄂霍次克9・10号」B寢台車廂使用。
- 50系51型：旭川 - 網走間普通列車使用。
- 43系：急行「大雪」・旭川 - 網走間普通列車使用。

## 車站列表
為方便起見，新旭川側所有列車都直通的宗谷本線旭川站－新旭川站間會一併記載。
- 站名 … ◇：貨物處理站（沒有定期貨物列車的發着）
- 累計營業距離由新旭川站起計。
- 停靠站
  - 特別快速「北見」…●的車站所有列車停靠，▼的車站下行列車停靠，｜的車站所有列車通過
  - 普通…●的車站所有列車停靠，▲的車站一部分列車停靠
  - 特急…參見「鄂霍次克」
- 軌道 … ∥：複線路段，∨：此起往下是單線，◇、◆、｜：單線路段（◇、◆可進行列車交會，◆是折返式路線車站）
- 所有車站都位於北海道內

| 路線名稱 | 車站編號     | 中文站名 | 日文站名 | 英文站名 | 站間營業距離 | 累計營業距離 | 普通 | 特快 北見                | 接續路線、備註                       | 軌道         | 所在地   | 所在地 | 所在地 |
| -------- | ------------ | -------- | -------- | -------- | ------------ | ------------ | ---- | ------------------------ | ------------------------------------ | ------------ | -------- | ------ | ------ |
| ※        | A28          | 旭川     |          |          | -            | 3.7          | ●    | ●                        | 北海道旅客鐵道：函館本線、富良野線   | ∥            | 上川管內 | 旭川市 | 旭川市 |
| ※        | A29          | 旭川四條 |          |          | 1.8          | 1.9          | ●    | ▼                        |                                      | ∥            | 上川管內 | 旭川市 | 旭川市 |
| ※        | A30          | 新旭川◇  |          |          | 1.9          | 0.0          | ●    | ▼                        | 北海道旅客鐵道：宗谷本線（名寄方向） | ∨            | 上川管內 | 旭川市 | 旭川市 |
| 石北本線 | A30          | 新旭川◇  |          |          | 1.9          | 0.0          | ●    | ▼                        | 北海道旅客鐵道：宗谷本線（名寄方向） | ∨            | 上川管內 | 旭川市 | 旭川市 |
| A31      | 南永山       |          |          | 2.5      | 2.5          | ●            | ▼    |                          | ｜                                   |              | 上川管內 | 旭川市 | 旭川市 |
| A32      | 東旭川       |          |          | 2.7      | 5.2          | ●            | ▼    |                          | ◇                                    |              | 上川管內 | 旭川市 | 旭川市 |
| A34      | 櫻岡         |          |          | 5.0      | 10.2         | ●            | ▼    |                          | ◇                                    |              | 上川管內 | 旭川市 | 旭川市 |
| A35      | 當麻         |          |          | 3.7      | 13.9         | ●            | ●    |                          | ◇                                    | 上川郡       | 上川管內 | 當麻町 |        |
| A37      | 伊香牛       |          |          | 5.6      | 19.5         | ●            | ｜   |                          | ◇                                    | 上川郡       | 上川管內 | 當麻町 |        |
| A38      | 愛別         |          |          | 6.4      | 25.9         | ●            | ｜   |                          | ◇                                    | 上川郡       | 上川管內 | 愛別町 |        |
| A39      | 中愛別       |          |          | 6.1      | 32.0         | ●            | ｜   |                          | ◇                                    | 上川郡       | 上川管內 | 愛別町 |        |
| A41      | 安足間       |          |          | 6.0      | 38.0         | ●            | ｜   |                          | ◇                                    | 上川郡       | 上川管內 | 愛別町 |        |
| A43      | 上川         |          |          | 6.9      | 44.9         | ●            | ●    |                          | ◇                                    | 上川郡       | 上川管內 | 上川町 |        |
|          | 中越信號場   |          | /        | -        | 57.2         | ｜           | ｜   |                          | ◇                                    | 上川郡       | 上川管內 | 上川町 |        |
|          | 上越信號場   |          | /        | -        | 64.9         | ｜           | ｜   |                          | ◇                                    | 上川郡       | 上川管內 | 上川町 |        |
|          | 奧白瀧信號場 |          | /        | -        | 73.9         | ｜           | ｜   |                          | ◇                                    | 鄂霍次克管內 | 紋別郡   | 遠輕町 |        |
| A45      | 白瀧         |          |          | 37.3     | 82.2         | ●            | ●    |                          | ◇                                    | 鄂霍次克管內 | 紋別郡   | 遠輕町 |        |
|          | 下白瀧信號場 |          | /        | -        | 92.7         | ｜           | ｜   |                          | ◇                                    | 鄂霍次克管內 | 紋別郡   | 遠輕町 |        |
| A48      | 丸瀨布       |          |          | 19.7     | 101.9        | ●            | ●    |                          | ◇                                    | 鄂霍次克管內 | 紋別郡   | 遠輕町 |        |
| A49      | 瀨戶瀨       |          |          | 7.8      | 109.7        | ●            | ｜   |                          | ◇                                    | 鄂霍次克管內 | 紋別郡   | 遠輕町 |        |
| A50      | 遠輕         |          |          | 11.1     | 120.8        | ●            | ●    |                          | ◆                                    | 鄂霍次克管內 | 紋別郡   | 遠輕町 |        |
| A51      | 安國         |          |          | 8.0      | 128.8        | ●            | ●    |                          | ◇                                    | 鄂霍次克管內 | 紋別郡   | 遠輕町 |        |
| A53      | 生田原       |          |          | 8.9      | 137.7        | ●            | ●    |                          | ◇                                    | 鄂霍次克管內 | 紋別郡   | 遠輕町 |        |
|          | 金華信號場   |          | /        | -        | 152.7        | ｜           | ｜   |                          | ◇                                    | 鄂霍次克管內 | 北見市   | 北見市 |        |
| A55      | 西留邊蘂     |          |          | 18.5     | 156.2        | ●            | ｜   |                          | ｜                                   | 鄂霍次克管內 | 北見市   | 北見市 |        |
| A56      | 留邊蘂       |          |          | 2.0      | 158.2        | ●            | ●    |                          | ◇                                    | 鄂霍次克管內 | 北見市   | 北見市 |        |
| A57      | 相內         |          |          | 10.9     | 169.1        | ●            | ●    |                          | ◇                                    | 鄂霍次克管內 | 北見市   | 北見市 |        |
| A58      | 東相內       |          |          | 4.6      | 173.7        | ●            | ●    |                          | ◇                                    | 鄂霍次克管內 | 北見市   | 北見市 |        |
| A59      | 西北見       |          |          | 2.6      | 176.3        | ●            | ●    |                          | ｜                                   | 鄂霍次克管內 | 北見市   | 北見市 |        |
| A60      | 北見◇        |          |          | 4.7      | 181.0        | ●            | ●    |                          | ◇                                    | 鄂霍次克管內 | 北見市   | 北見市 |        |
| A61      | 柏陽         |          |          | 2.7      | 183.7        | ●            |      |                          | ｜                                   | 鄂霍次克管內 | 北見市   | 北見市 |        |
| A62      | 愛野         |          |          | 2.2      | 185.9        | ●            |      |                          | ｜                                   | 鄂霍次克管內 | 北見市   | 北見市 |        |
| A63      | 端野         |          |          | 1.4      | 187.3        | ●            |      |                          | ◇                                    | 鄂霍次克管內 | 北見市   | 北見市 |        |
| A64      | 緋牛內       |          |          | 7.3      | 194.6        | ●            |      |                          | ◇                                    | 鄂霍次克管內 | 北見市   | 北見市 |        |
| A65      | 美幌         |          |          | 11.5     | 206.1        | ●            |      |                          | ◇                                    | 鄂霍次克管內 | 網走郡   | 美幌町 |        |
| A66      | 西女滿別     |          |          | 7.0      | 213.1        | ▲            |      |                          | ｜                                   | 鄂霍次克管內 | 網走郡   | 大空町 |        |
| A67      | 女滿別       |          |          | 5.0      | 218.1        | ●            |      |                          | ◇                                    | 鄂霍次克管內 | 網走郡   | 大空町 |        |
| A68      | 呼人         |          |          | 7.8      | 225.9        | ●            |      |                          | ◇                                    | 鄂霍次克管內 | 網走市   | 網走市 |        |
| A69      | 網走         |          |          | 8.1      | 234.0        | ●            |      | 北海道旅客鐵道：釧網本線 | ◇                                    | 鄂霍次克管內 | 網走市   | 網走市 |        |

1. 1 2 3  1986年11月1日－1987年3月31日是臨時乘降場。
2. 1 2 3 4  1960年5月2日－1987年3月31日是臨時乘降場。
3. ↑  1929年11月20日－2001年6月30日是中越站。
4. ↑  1932年10月1日－1975年12月24日是上越站。
5. ↑  1932年10月1日－2001年6月30日是奧白瀧站。
6. ↑  1947年2月11日－1987年3月31日是舊白瀧臨時乘降場。
7. ↑  1929年8月12日－2016年3月25日是下白瀧站。
8. ↑  1956年11月1日－1987年3月31日是伊奈牛臨時乘降場。
9. 1 2  1946年12月1日－1987年3月31日是臨時乘降場。
10. ↑  2001年7月1日以後停止使用交會設備。
11. ↑  1914年10月5日－2016年3月25日是金華站。
12. ↑  1957年12月1日－1987年3月31日是柏陽臨時乘降場。
13. ↑  1947年2月11日－1950年1月14日是西女滿別臨時乘降場。

- ※：旭川站－新旭川站間是宗谷本線

### 曾經是旅客站的信號場
- 中越信號場：舊、中越站。2001年7月1日停止客運[6][10][11]。
- 上越信號場：舊、上越站。1975年12月25日停止客運[6][10][11]。
- 奥白瀧信號場：舊、奧白瀧站。2001年7月1日停止客運[6][10][11]。
- 下白瀧信號場：舊、下白瀧站（A47）。2016年3月26日停止客運[報道 2][新聞 1]。
- 金華信號場：舊、金華站（A54）。2016年3月26日停止客運[報道 2][新聞 1]。

### 廢站、廢除信號場
括弧內是新旭川站起計的營業距離。
- 北日之出站（A33）：2021年3月13日廢站，東旭川站 - 櫻岡站（7.5公里）
- 將軍山站：（A36）：2021年3月13日廢站，當麻站 - 伊香牛站（17.4公里）
- 愛山站（A40）：2024年3月16日廢站，中愛别站 - 安足間站[報道 3]（36.0公里）
- 東雲站：（A42）：2021年3月13日廢站，安足間站 - 上川站（40.4公里）
- 天幕站：2001年7月1日廢除[6][10][11]。上川站－中越信號場間（50.5公里）
- 上白瀧站（A44）：2016年3月26日廢除[報道 2]。奧白瀧信號場－白瀧站間（78.9公里）
- 舊白瀧站（A46）：2016年3月26日廢除[報道 2]。白瀧站－下白瀧信號場間（88.3公里）
- 伊奈牛站：1990年9月1日廢除[6][11]。丸瀨布站－瀨戶瀨站間（104.8公里）
- 新榮野站：2006年3月18日廢除[6][報道 4]。瀨戶瀨站－遠輕站間（113.0公里）
- 生野站（A52）：2021年3月13日廢站，安國站 - 生田原站（132.7公里）
- 常紋信號場：舊、常紋臨時乘降場。1975年7月1日停止客運、信號場化，2017年3月4日廢除。生田原站－金華信號場間（148.0公里）
- 下相之內臨時乘降場：1967年10月1日廢除[6]。留邊蘂站－相之內站間（163.9公里）
- 美野臨時乘降場：廢除時期不詳（1958年以後）[6]。緋牛內站－鳥之澤臨時乘降場間（196.9公里）[注釋 1]
- 鳥之澤臨時乘降場：1971年7月1日廢除[6]。緋牛內站－美幌站間（201.7公里）

### 廢除路段
貨物支線（短絡線）
東旭川站－（貨）北旭川站（6.2公里）
1986年11月1日休止。1987年4月1日廢除。實際上位於國道39號陸橋下的地點至北旭川站只有幾百公尺程度的短絡線，曾設有降雪屏障。
貨物支線
網走站－（貨）濱網走（1.3公里）
1984年2月1日廢除。

### 過去的接續路線
- 遠輕站：JR北海道名寄本線 - 1989年5月1日廢除[13][14]。
- 北見站：北海道池北高原鐵道故鄉銀河線 - 2006年4月21日廢除[15][16]。
- 美幌站：國鐵相生線 - 1985年4月1日廢除[15][6]。
- 網走站：國鐵湧網線 - 1987年3月20日廢除[15][14]。

### 來源
1. 1 2 3  横平, 1999, (『土木史研究』第19号 353-360頁
2. ↑  . 北海道ファンマガジン. 2012-10-31  [2015-06-27].
3. 1 2 3  『鉄道要覧 平成18年度版』 21頁
4. ↑  『鉄道要覧 平成18年度版』 60頁
5. 1 2  『停車場変遷大事典 国鉄・JR編』
6. 1 2 3 4 5 6 7 8 9 10 11 12 13  『日本鉄道旅行地図帳―全線・全駅・全廃線―』 1号・北海道 42-43頁
7. ↑  . NHK. 2021-04-13  [2023-01-04]. （原始内容存档于2021-04-13）.
8. ↑   (PDF) (新闻稿). 北海道旅客鉄道. 2022-12-16  [2022-12-17]. （原始内容存档 (PDF)于2022-12-16） （日语）.
9. ↑   (PDF) (新闻稿). 北海道旅客鉄道. 2021-12-20  [2022-12-17]. （原始内容存档 (PDF)于2022-03-11） （日语）.
10. 1 2 3 4  『写真で見る北海道の鉄道』 上巻 国鉄・JR線 100-101頁
11. 1 2 3 4 5  『写真で見る北海道の鉄道』 上巻 国鉄・JR線 314-315頁
12. ↑  『写真で見る北海道の鉄道』 上巻 国鉄・JR線 104-105頁
13. ↑  『日本鉄道旅行地図帳―全線・全駅・全廃線―』 1号・北海道 18-19頁
14. 1 2  『日本鉄道旅行地図帳―全線・全駅・全廃線―』 1号・北海道 48頁
15. 1 2 3  『日本鉄道旅行地図帳―全線・全駅・全廃線―』 1号・北海道 16-17頁
16. ↑  『日本鉄道旅行地図帳―全線・全駅・全廃線―』 1号・北海道 41頁

### 報道發表資料
1. ↑   (PDF) (新闻稿). 北海道旅客鉄道. 2016-11-18  [2016-11-18]. （原始内容 (PDF)存档于2016年11月18日） （日语）.
2. 1 2 3 4   (PDF) (新闻稿). 北海道旅客鉄道. 2015-12-18  [2015-12-18]. （原始内容存档 (PDF)于2015年12月18日）.
3. ↑   (PDF) (新闻稿). 北海道旅客鉄道. 2023-12-15  [2023-12-15]. （原始内容 (PDF)存档于2023-12-15）.
4. ↑   (PDF) (新闻稿). 北海道旅客鉄道. 2005-12-22  [2005-12-30]. （原始内容存档 (PDF)于2005年12月30日）.

### 新聞記事
1. 1 2  . 北海道新聞 (北海道新聞社). 2016-03-14 （日语）.

## 延伸閱讀

### 書籍
- 池田光雅（編著）. . 中央書院. 1993-08: 69・88頁. ISBN 978-4-924420-82-3. ISBN 4-924420-82-4.
- ジェー・アール・アール（編集） (编). . 交通新聞社. 1996-07. ISBN 978-4-88283-117-4. ISBN 4-88283-117-1.
- 石野哲（編集長）. . JTBパブリッシング. 1998-09-19. ISBN 978-4-533-02980-6. ISBN 4-533-02980-9.
- 田中和夫（監修）. . 上巻 国鉄・JR線. 北海道新聞社（編集）. 2002-07-15: 94–105頁・232–237頁・311–319頁. ISBN 978-4-89453-220-5. ISBN 4-89453-220-4.
- 国土交通省鉄道局（監修）. . 電気車研究会・鉄道図書刊行会. 2006-10: 21頁・60頁. ISBN 978-4-88548-108-6. ISBN 4-88548-108-2.
- 今尾惠介（監修）. . 新潮「旅」ムック 1号・北海道. 新潮社. 2008-05-17. ISBN 978-4-10-790019-7. ISBN 4-10-790019-3.
- 今尾惠介・原武史（監修）. 日本鉄道旅行地図帳編集部（編集） , 编. . 新潮「旅」ムック 1号・北海道. 新潮社. 2010-05-18. ISBN 978-4-10-790035-7. ISBN 4-10-790035-5.

### 雜誌
- . 鉄道ファン (交友社). 2012-05-21, 52 (第7巻（通巻615号）): 27  [2018-04-02]. （原始内容存档于2016-03-04）.
- 日本国有鉄道. . 鉄道辞典. 1966-03-31, 補遺版: 214  [2018-04-02]. （原始内容存档于2019-12-07）.
- . 鉄道ジャーナル (鉄道ジャーナル社). 1999-04-01, 33 (第4号（通巻390号）): 28.
- 曽根悟（監修）. 朝日新聞出版分冊百科編集部（編集） , 编. . 週刊朝日百科. 28号 釧網本線／石北本線. 朝日新聞出版. 2010-01-31: 22–23.

### 論集
- 横平 弘.  (PDF). 土木史研究 (土木学会 土木史研究委員会). 1999-05, (19号): 353–360  [2017-10-24]. （原始内容存档 (PDF)于2011-04-28）.

## 外部連結
- JR北海道官方網站 （页面存档备份，存于）（日文，英文，中文繁體，韓文）